# Польский театр (Щецин)
«Польский театр в Щецине» (пол. Teatr Polski w Szczecinie, Театр Польски) — драматический театр в Щецине.
Театр создали в 1946 году. С 1949 года он открыл деятельность в историческом, построенном масонами в 1920 году здании на ул. Сварожица — прежнему местопребыванию немецкой масонской ложи «Под Тремя Циркулями». В 1952—1975 годах Польский театр вместе с Современным театром функционировали в составе «Государственных драматических театров в Щецине». 
Теперь у театра три сцены: Большая сцена, Маленькая сцена, Кабаретная сцена «Чёрная Рыжая Кошка».

## Известные актёры театра
- Балиньская, Ханна
- Балицкая, Данута
- Вальтер, Иоанна
- Высоцкая, Лидия
- Жентара, Эдвард
- Ковнас, Ирена
- Саван, Збигнев
- Семион, Войцех
- Хамец, Кшиштоф
- Чехович, Мечислав